# Penthesilea

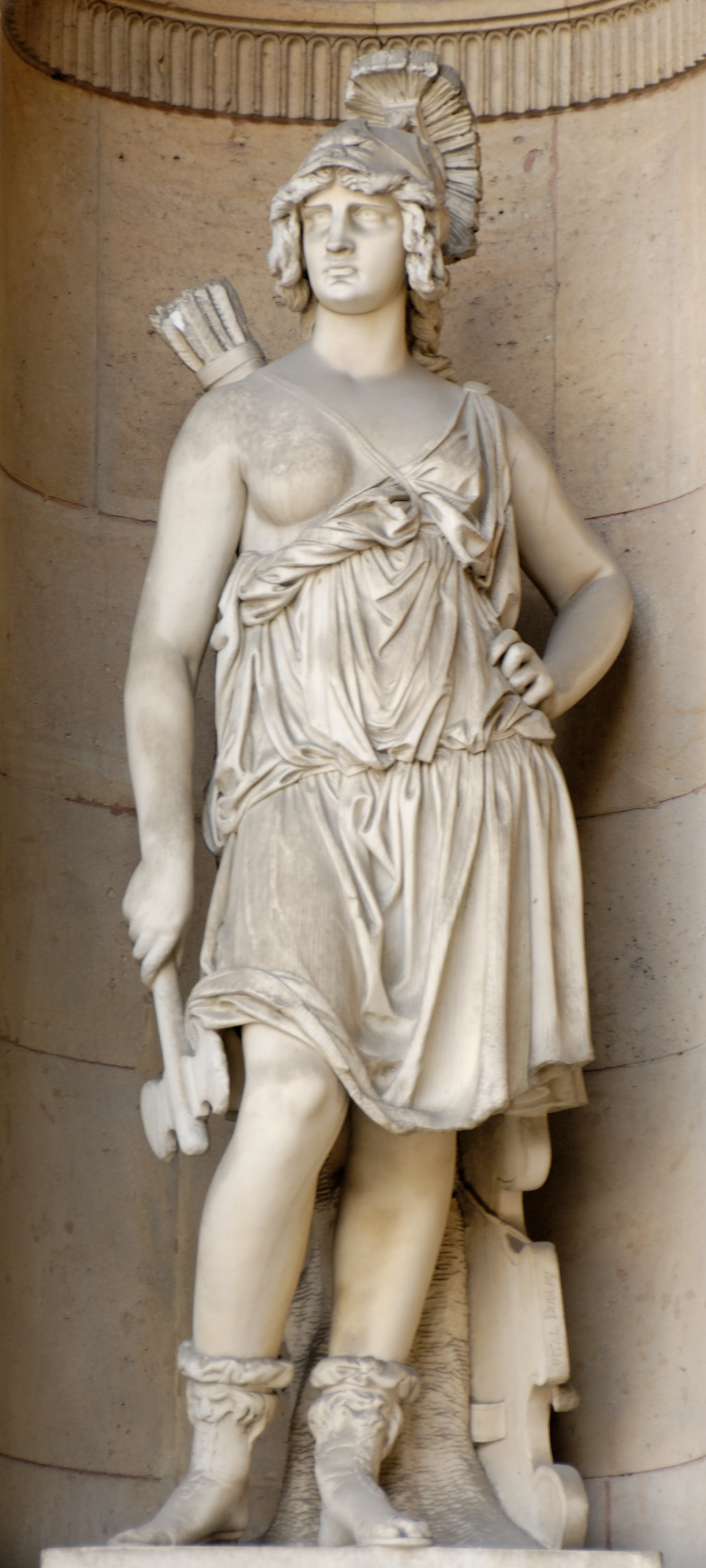
Penthesilea (1862), de Gabriel-Vital Dubray (1813-1892). Palatul Luvru, Paris.

În mitologia greacă, Penthesilea (greacă Πενθεσίλεια) era o regină a amazoanelor.
Ea era fiica zeului Ares și a reginei Otrera. Penthesilea era sora amazoanelor Hippolyta, Antiope și Melanippe. Quintus Smyrnaeus explică mai clar decat Bibliotheca (atribuită incorect lui Apollodor) cum a ajuns Penthesilea la Troia: Penthesilea a ucis-o pe Hippolyta cu o suliță, în momentul când erau la o vânătoare de cerbi; acest accident a provocat amazoanei Penthesilea o durere așa de mare încât își dorea moartea. Fiind războinică și amazoană, ea trebuia să moară într-un mod onorabil în luptă. Prin urmare, ea a fost ușor de convins să se alăture în războiul troian de partea apărătorilor Troiei.  